# Karl Schädler
Pour les articles homonymes, voir Schädler.
Karl Schädler est un médecin et un homme politique liechtensteinois, né le 23 octobre 1804 à Vaduz et mort le 30 janvier 1872 dans la même ville.
Schädler devient médecin fonctionnaire (Landesphysikus) à Vaduz en 1841. Du 8 janvier au 30 mai 1949, il est député de la principauté de Liechtenstein (alors rattachée à la Confédération germanique) au Parlement de Francfort. Il devient le premier président du Landtag du Liechtenstein en 1862 après l'adoption de la première constitution liechensteinoise.
Il est le père de Albert Schädler (de), Carl Schädler (de) et Rudolf Schädler (de).